# Пам'ятник Григорію Сковороді (Київ)
Пам'ятник Григорію Сковороді — пам'ятник мандрівному філософу і поету в Києві, розташований на Контрактовій площі в сквері напроти будівлі Києво-Могилянської академії, в якій Григорій Сковорода провів як студент багато років.

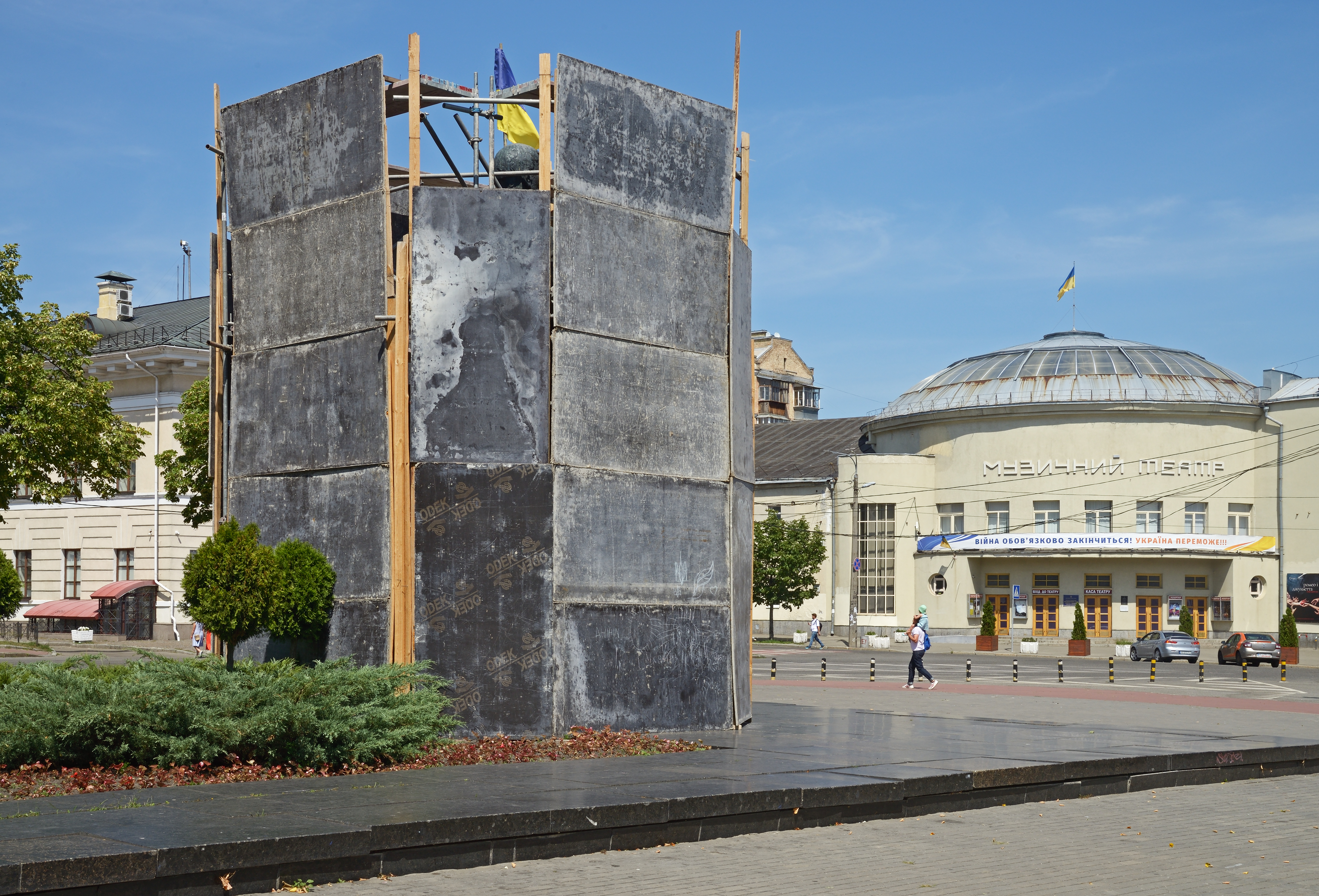
Пам'ятник, укритий від російських обстрілів. Липень, 2022

Григорій Сковорода навчався в Києво-Могилянській академії у 1734—1753 роках (з перервами); певний час перебував за кордоном, потім викладав поетику у Переяславському та Харківському колегіумах. Останні 25 років вів життя мандрівного філософа. Широко відомими є його поетичні збірки «Сад божественних пісень», «Байки харківські», філософські трактати «Алфавіт світу», «Дві бесіди», «Діалоги» та ін. Творчість Сковороди значно вплинула на українську і російську філософію XIX—XX ст., а також на розвиток української літератури і поетики.
Пам'ятник філософу в Києві був встановлений у 1977 році; автори — скульптор Іван Кавалерідзе, архітектор Василь Гнєздилов.

## Історія спорудження
Згідно з першим проектом, запропонованим Кавалерідзе, Сковорода був босим, з Біблією під пахвою і хрестиком на шиї. Але цей варіант був відхилений партійним керівництвом. Тому вирішили прибрати натільний хрестик, Біблію в руках замінили сумкою, а на ноги одягли постоли. Відкрито пам'ятник 1 березня 1977 року на тоді ще Червоній площі.

## Опис
Бронзова постать Григорія Сковороди на повний зріст розміщена на низькому постаменті з чорного граніту. Філософ зображений як мандрівник, що здалека прийшов до Києва і з благоговінням дивиться на свою альма-матер. Його постать струнка й аскетична, у довгій свитці, правою рукою до грудей притиснута полотняна мандрівна торбинка.
Висота скульптури становить 5,0 м, висота постаменту — 0,4 м.

## Цікаві факти
- Якщо подивитися на Сковороду під певним кутом, то на місці, де був хрестик, можна побачити нерівності.[2]